# Homeosztázis
A homeosztázis a belső környezet (milieu intérieur) dinamikus állandóságát jelenti, az élő szervezetek egyik legfontosabb jellemzője, az élettan legfontosabb alapfogalma. A szó görög eredetű, jelentése "hasonló állapot".

## A homeosztázis definíciója
Az élő szervezetnek a változó külső és belső körülményekhez való alkalmazkodó képessége, amellyel önmaguk viszonylagos biológiai állandóságát biztosítják.

## Összetevői
Először Claude Bernard definiálta milieu intérieur-ként, majd Walter Bradford Cannon 1926-ban vezette be a fogalmat. A belső környezet dinamikus állandósága és stabilitása alatt a megfelelő tápanyag-ellátottságot, a légzési gázok szükséges mennyiségét és minőségét, a testfolyadékok megfelelő mennyiségét, minőségét (térfogat, ionösszetétel, kémhatás, hőmérséklet, ozmotikus nyomás) és a védekező módok meglétét, megfelelő működését értjük.

## Szabályozása
Ezeket az „összetevőket” az önfenntartó működések biztosítják az élő szervezet számára, a hormonális (endokrin rendszer) és az idegrendszer segítségével, amelyeket együttesen önszabályozó működéseknek nevezünk.

## Jelentősége
A dinamikus állandóságra azért van szükség minden élő szervezet számára, mert a sejtek csak az ősi körülményekhez (az élet megjelenésének ideje) hasonló környezetben képesek létezni és működni, tehát kimondhatjuk, hogy a sejtek számára „életfeltétel” a belső környezet dinamikus stabilitása/állandósága, amely az ősi környezethez – az ősóceánhoz – teszi hasonlóvá magukat a sejteket.